# كونستانتين ميتسوتاكيس
كونستانتين ميتسوتاكيس (باليونانية:  Κωνσταντίνος Μητσοτάκης)‏‏ (18 أكتوبر 1918 - 29 مايو 2017) هو سياسي يوناني، شغل منصب رئيس وزراء اليونان خلال الفترة بين (1990 - 1993). كان يعتبر من أبرز السياسيين المخضرمين في اليونان. وكان رئيساً لحزب الديمقراطية الجديدة المعارض، كما كان عضواً في البرلمان اليوناني حتى سنة 2004. واستمر في عمله السياسي 50 سنة.

## روابط خارجية
- كونستانتين ميتسوتاكيس على موقع IMDb (الإنجليزية)
- كونستانتين ميتسوتاكيس على موقع الموسوعة البريطانية (الإنجليزية)
- كونستانتين ميتسوتاكيس على موقع مونزينجر (الألمانية)
- كونستانتين ميتسوتاكيس على موقع ديسكوغز (الإنجليزية)